# Magnolia campbellii
Magnolia campbellii är en magnoliaväxtart som beskrevs av Joseph Dalton Hooker och Thomas Thomson. Magnolia campbellii ingår i släktet Magnolia och familjen magnoliaväxter. Inga underarter finns listade i Catalogue of Life.

## Bildgalleri

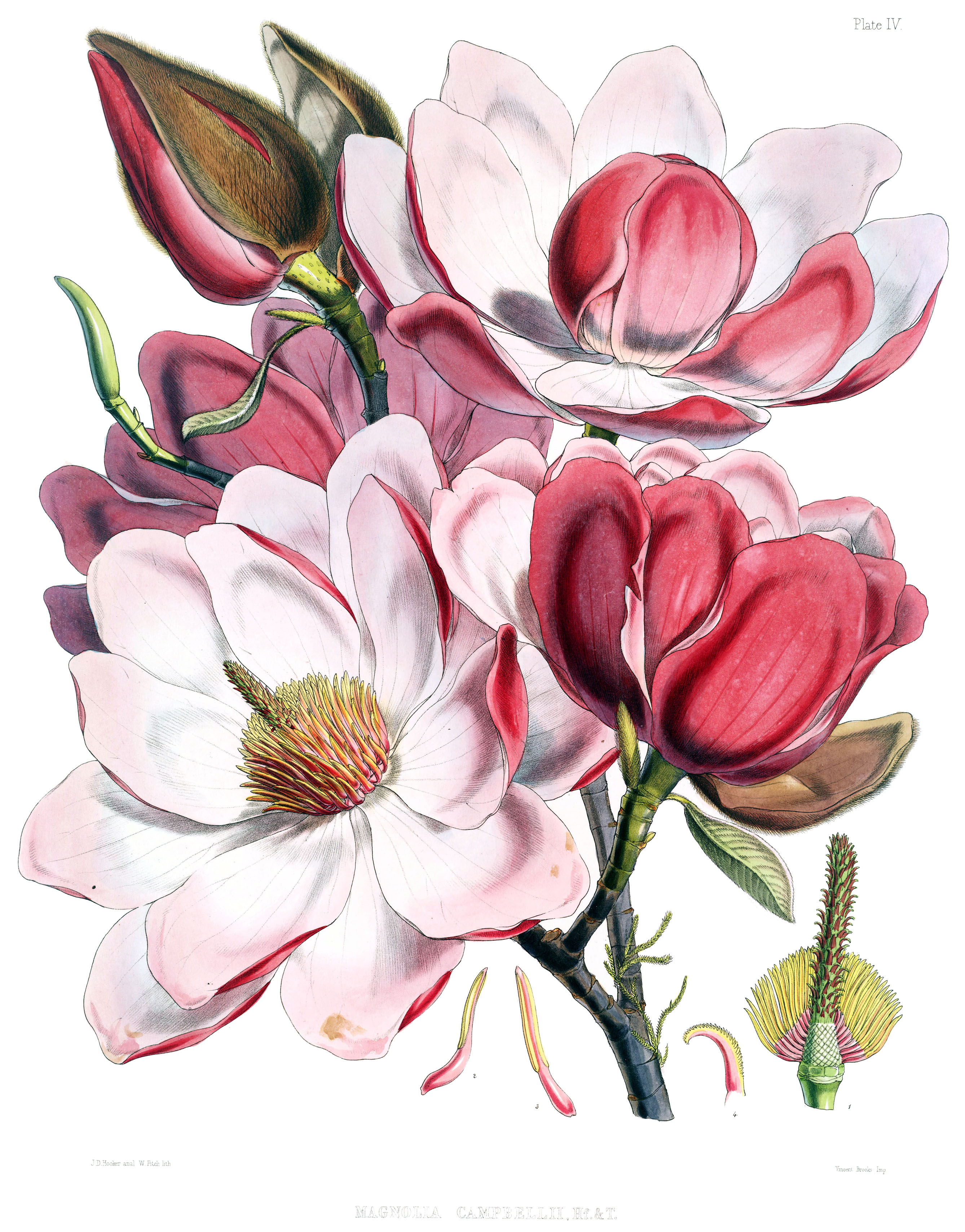
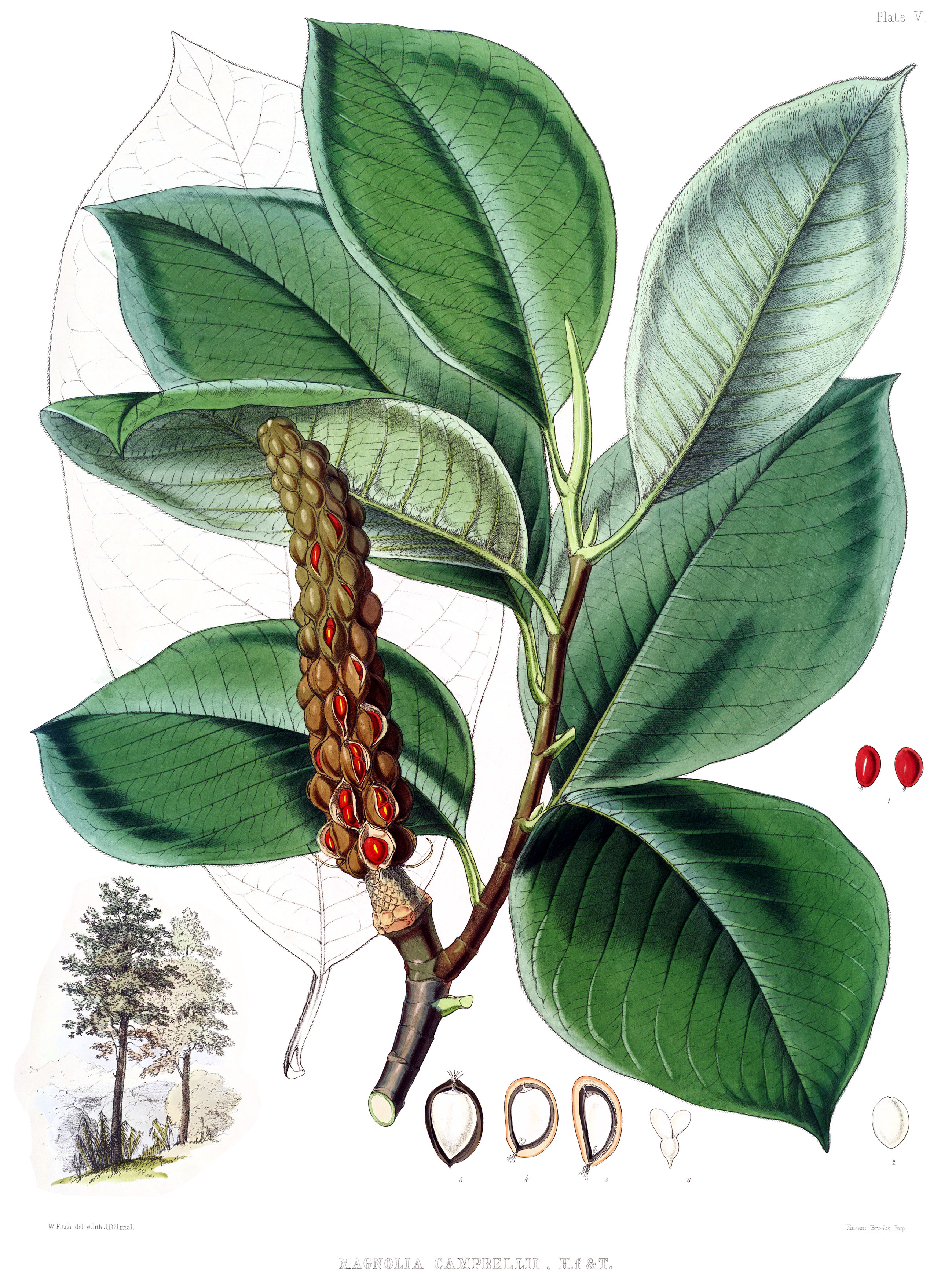
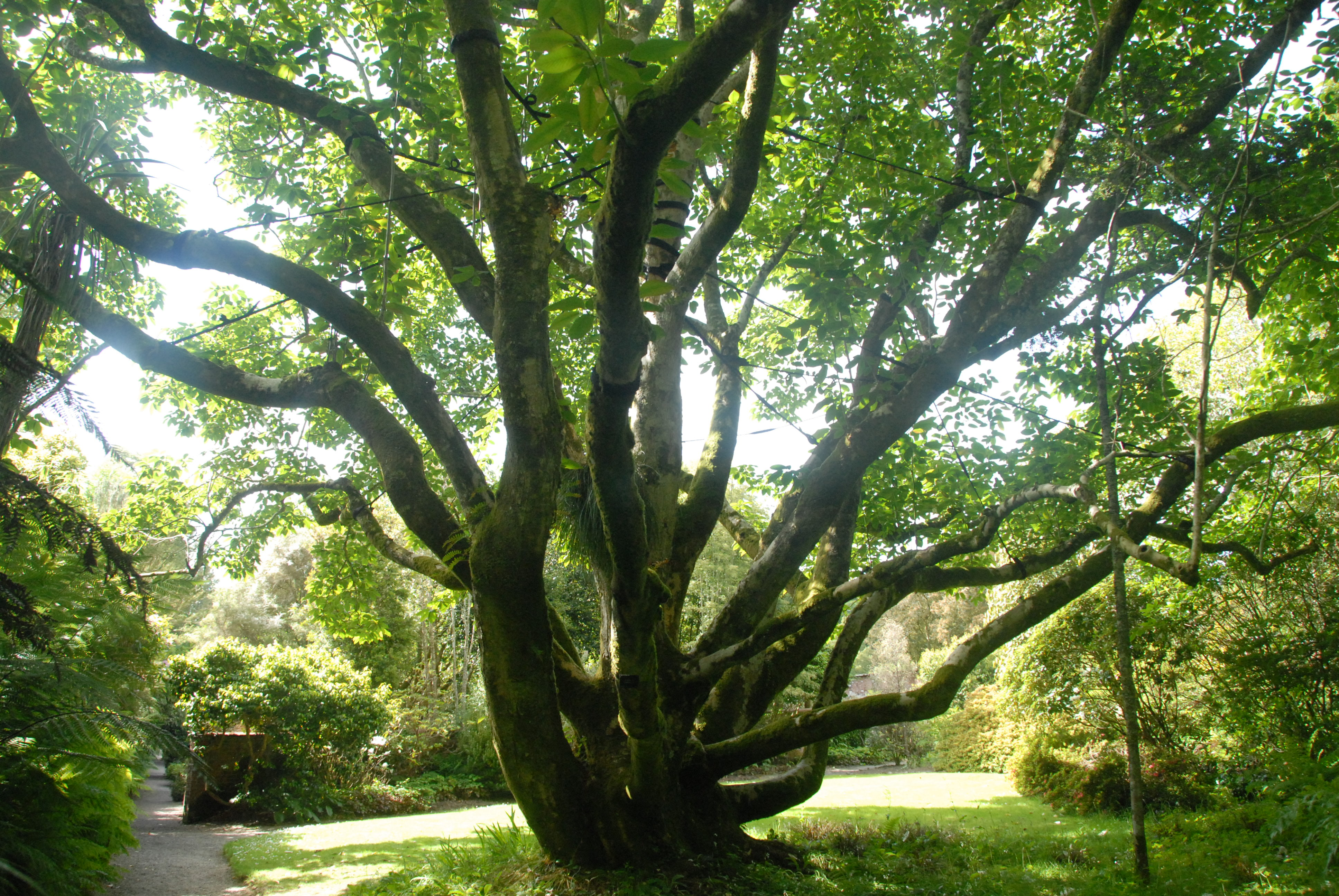